# 上一村
上一村（英語：Sheung Yat Tsuen）是香港新界葵涌的一條寮屋村落，位於石蔭邨、安蔭邨和城門水塘之間的半山。

## 歷史
上一村位於孖指徑對落的山坡，早於20世紀前已成為其中一條來往葵涌和城門鄉的山徑。1933年，香港政府展開城門水塘第二期工程，築建主壩、菠蘿壩和草壩，並分別在上一村和漁農署城門辦事處現址一帶興建工人（咕喱）和監工人員的宿舍，合共有40多座建築，曾是超過1,500人住宿的居所。
1960年至1963年期間，因應青山公路擴建，需收回沿途九華徑、木蓮村、橫窩仔村、楊屋村和咸田村的部份地段。政府遂於上址建立一條新村安置受影響的居民。新村最初稱為上葵涌又一村，1965年時有23戶共200名村民，建有超過50棟領取官地牌照的建築物，主要以養豬為生。
1972年，上一村居民聯誼會成立，會址設於該村第四號會所，同時加入荃灣區社團聯會。1983年11月，上一村發生大火，40間木屋被焚燬，33戶共102名居民無家可歸，當時全村有約400名居民。
雖然上一村只是一條寮屋村，居民亦不多，但過往居民的努力促成不少村內公共建築的落成，例如社公廟、休憩處、公廁、公共浴室、食水缸、村務報告板和組合信箱等，現時仍有近40戶居民居於上一村。

## 事件
- 2001年，居於上一村45號寮屋的一對夫婦在楊屋道街市購買了兩條食人䱽打算用作煲湯，男事主劏魚時被食人䱽咬實手指，他忍痛將魚甩掉，一小塊肉被噬去，流血不止，需送院治理和縫針，該條食人䱽後來被他妻子丟棄在附近山邊的溪澗中。[7][8]
- 2005年，一名婦人持雙程證來港產子，後發現嬰兒患有唐氏綜合症。其失業三年的丈夫將七周大的兒子遺棄在社公廟旁的一個尼龍袋內。村民路過驚聞嬰兒哭聲報警，犯人最終被判監禁六個月。[9]
- 居於上一村的一名婦人在村內飼養多隻寵物，她稱有多隻貓狗於2017年被人虐待和毒殺，2022年再有一隻狗受傷，並躲藏於戰時防空洞內，多宗相關虐畜事件懷疑與動物衛生及鄰里不睦等因素有關。[10][11]

## 交通
上一村位處半山，村口位於漁農署城門辦事處旁邊，汽車和行人可經城門道到達，而行人亦可經安蔭邨安捷街街尾的山徑登山，經山腳的大坑尾村到達該村。